# Ulpian
Ulpian, egentlig Domitius Ulpianus, var en af de fem store romerske jurister. Han stammede efter hans eget udsagn fra Tyrus. 
Allerede under Septimius Severus indtog han en anset stilling, sammen med Julius Paulus var han assessor hos Papinian, men hans hovedvirksomhed som forfatter falder under Caracallas regering. Under Heliogabalus blev han forvist, men Alexander Severus, hvis første rådgiver han blev, hævede ham til magtens tinde: magister libellorum, medlem af det kejserlige konsil, præfectus annonæ år 222, samme år præfectus prætorio. Ulpians reformiver og strenge retfærdighed pådrog ham prætorianernes forbitrede had, gentagne gange måtte kejser Alexander og kejsermoderen Julia Mamæa beskytte ham mod deres raseri, endelig, år 228, myrdedes han under et natligt overfald. Ulpian var ikke så dyb eller original en juridisk tænker som Papinian, ikke så skarpt et hoved som Paulus, men han overgår både dem og alle andre romerske jurister i flydende og klar fremstilling. Hans mål var at undergive hele retsområdet en litterær behandling; af hans talrige skrifter skal foruden hans to hovedværker, det ufuldendte Ad Massurium Sabinum libri LI og Ad edictum libri LXXXIII, her kun nævnes Regularum liber singularis og Institutionum libri duo. Ulpians værker danner så at sige grundlaget for Justinians digester: 2462 steder er excerperede i disse og udgør 1/3 deraf. De efterladte fragmenter af Ulpians skrifter er udgivne af blandt andre Cannegieter, Hugo, Haenel, Krüger, Böcking, Vahlen og Huschke.